# Barichneumon rufipes
Barichneumon rufipes är en stekelart som först beskrevs av Cameron 1907.  Barichneumon rufipes ingår i släktet Barichneumon och familjen brokparasitsteklar. Inga underarter finns listade.